# Mönchaltorf
Mönchaltorf, früher Mönch-Altorff, ist eine politische Gemeinde im Bezirk Uster des Kantons Zürich in der Schweiz.

## Geographie
Der Zürcher Oberländer Ort liegt eingebettet zwischen dem Bezirkshauptort Uster und den Nachbarorten Gossau, Esslingen, Egg und dem Greifensee am Fusse des Pfannenstiels in einem ehemaligen Sumpfgebiet. Durch den Ort fliessen drei Bäche: die Mönchaltorfer Aa, der Mettlenbach und der Tüfentalerbach, die sich im Dorf zur Mönchaltorfer Aa vereinigen. Es ist der Zufluss des Greifensees mit Mündung am Aaspitz, seinem Südende bei der Schifflände.
Höchster (und nördlichster) Punkt der Gemeinde ist mit 569 m. ü. M. am Gibel, nördlich des Weilers Gibel, der tiefste das Greifensee-Ufer am Aaspitz auf 435 m. ü. M. Im Heinacher am Nordwestrand des Dorfes klärt die ARA die Mönchaltorfer Abwasser vor dem Eintritt in die Mönchaltorfer Aa.
Zu Mönchaltorf gehört der Weiler Heusberg (Mundartname: Hüüsbèrg), der bis 1770 der Kirchgemeinde Uster zugehörig war. Dadurch hat Mönchaltorf auch eine gemeinsame Grenze mit Wetzikon. Heusberg ist eine von drei Exklaven im Kanton Zürich. Die anderen Exklaven betreffen die Gemeinden Glattfelden im Bezirk Bülach mit der Exklave Neuhaus, ein Einzelhof in der Rheinaue und Laufen-Uhwiesen im Bezirk Andelfingen mit der ennetrheinischen, unechten Exklave Nohl unterhalb des Rheinfalls. – Mundartnamen: Münchaltoorff, älter: Altoorff, Alteref.

## Geschichte

Historisches Luftbild, aufgenommen von Werner Friedli (24. Juli 1947)

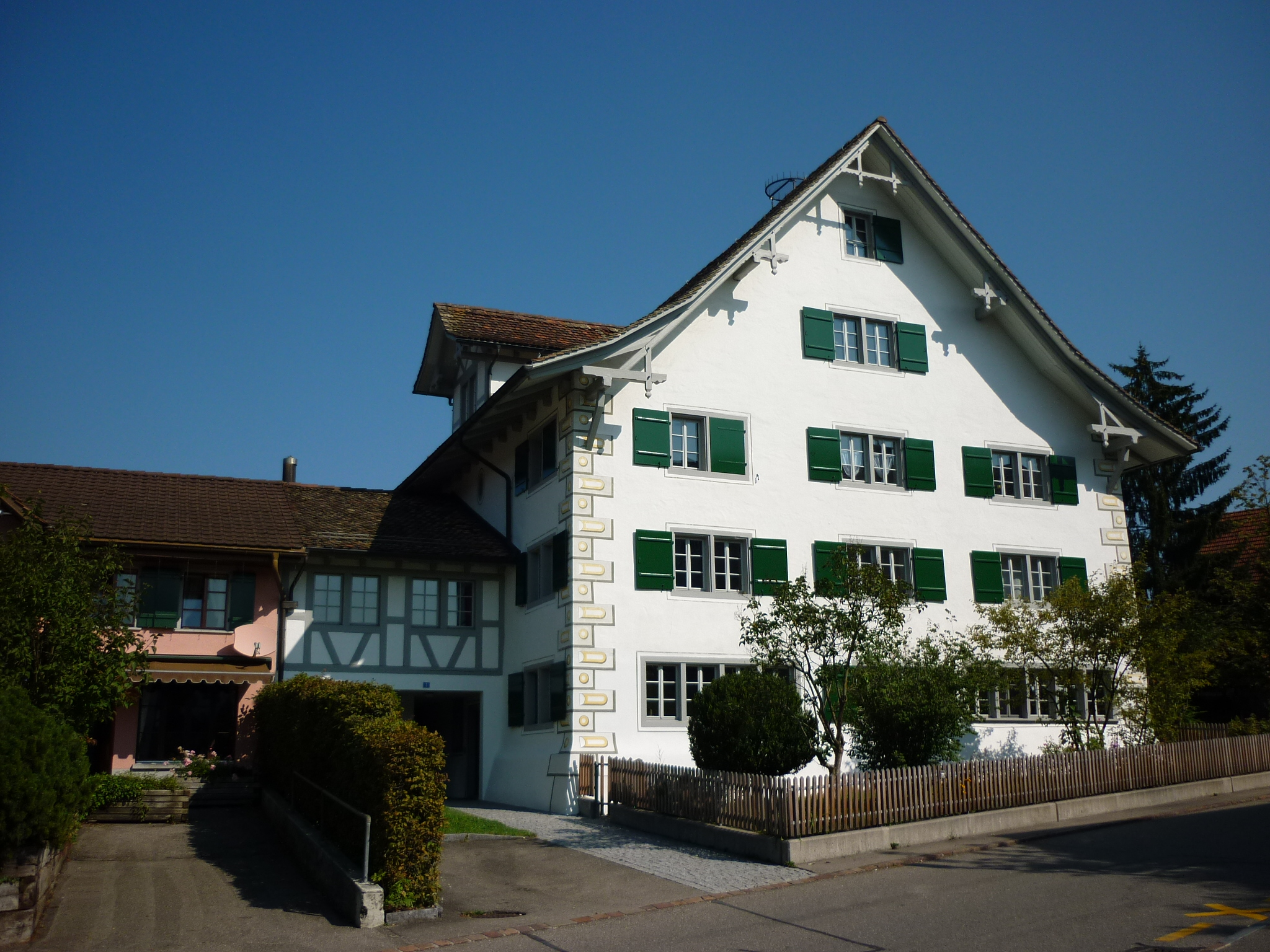
Hauptmannshof, 17. Jahrhundert

Der Ort ist im Jahre 741 erstmals urkundlich als alemannische Herrschaftshof-Siedlung «Villa Altorf» nachgewiesen. Als er 744 vom Kloster St. Gallen übernommen wurde, erhielt er den Namen «Altorf monarchorum» (Mönch-Altorf).
Im Weiler Burg stand die ehemalige Burg Liebenberg in Brand. Sie war im frühen 13. Jahrhundert Sitz der Ministerialen von Liebenberg. Von 1293 bis 1391 war sie St. Galler Lehen der Giel von Glattburg (von Liebenberg) und kam durch Kauf an die habsburg-österreichischen Dienstleute Gessler. Diese verpfändeten sie 1408 der Stadt Zürich, wo sie bis zur Zerstörung im Alten Zürichkrieg im Jahre 1440 blieb. Eine zweite Burg mit dem Namen Liebenberg stand östlich von Kollbrunn über dem Tösstal.
1909 wurde die elektrische Strassenbahn Uster-Mönchaltorf-Oetwil in Betrieb genommen. Sie gab 1949 den Betrieb auf.

## Wappen
Blasonierung
In Silber ein schwarzgekleideter Benediktiner, ein goldenes Buch in der Rechten haltend.

## Bevölkerung
| Bevölkerungsentwicklung | Bevölkerungsentwicklung |
| Jahr                    | Einwohner               |
| ----------------------- | ----------------------- |
| 1771                    | 0695                    |
| 1850                    | 1148                    |
| 1860                    | 1189                    |
| 1900                    | 0804                    |
| 1941                    | 0706                    |
| 1950                    | 0837                    |
| 1960                    | 1023                    |
| 1970                    | 1604                    |
| 1980                    | 2863                    |
| 1990                    | 3494                    |
| 2000                    | 3180                    |
| 2010                    | 3431                    |
| 2018                    | 3498                    |
| 2019                    | 3887                    |

## Politik
Bei den Kantonsratswahlen vom 13. April 2015 erreichte in der Gemeinde Mönchaltorf die SVP 33,8 %, die SP 19,8 %, die FDP 15,1 %, die BDP 10,2 %, die die glp 6,1 %, die Grünen 4,4 % der Wählerstimmen. Im Weiteren erhielten die übrigen Parteien folgende Prozente: EDU 3,7 %, EVP 2,9 %, CVP 2,1 %, AL 1,2 % und SD 0 %.
Gemeindepräsident ist Urs Graf (FDP), seit 2018. Bisherige Gemeindepräsidenten waren Gustav Stehli (SVP), Felix Hess (SVP), bis 2006 Ruedi Lerch (FDP), ab 2006 bis 2018 Annemarie Beglinger-Vögeli (FDP).
| Mitglieder des Mönchaltorfer Gemeinderats (2018–2022) | Mitglieder des Mönchaltorfer Gemeinderats (2018–2022) | Mitglieder des Mönchaltorfer Gemeinderats (2018–2022)            | Mitglieder des Mönchaltorfer Gemeinderats (2018–2022) |
| Name                                                  | Amtsantritt                                           | Funktion                                                         | Partei                                                |
| ----------------------------------------------------- | ----------------------------------------------------- | ---------------------------------------------------------------- | ----------------------------------------------------- |
| Urs Graf                                              | 2014 / 2018                                           | Gemeindepräsident / Präsidiales                                  | FDP                                                   |
| Christina Thomas                                      | 2018                                                  | Sicherheit / Umwelt und Landwirtschaft                           | parteilos                                             |
| Bernhard Kaderli                                      | 2014                                                  | Finanzen / Liegenschaften                                        | FDP                                                   |
| Marlis Schlumpf                                       | 2016                                                  | Gesellschaft                                                     | SP                                                    |
| Hans-Rudolf Galliker                                  | 2010                                                  | Bildung / 2. Vizepräsident                                       | FDP                                                   |
| Rolf Möckli                                           | 2018                                                  | Tiefbau / Werke                                                  | SVP                                                   |
| Andrea Larry-Hug                                      | 2014                                                  | Hochbau / Planung / Liegenschaften / Kultur / 1. Vizepräsidentin | SP                                                    |

Bei den Nationalratswahlen 2023 betrugen die Wähleranteile in Mönchaltorf: SVP 34,99 % (+2,03), SP 17,76 % (+2,63), FDP 11,68 % (−1,37), glp 11,32 % (−1,79), Mitte 7,42 % (+1,31), Grüne 7,12 % (−4,70), EDU 2,77 (−0,26), EVP 2,63 % (−0,86).

## Verkehr

### Öffentlich
Es existiert folgende Buslinie, die durch die Verkehrsbetriebe Zürichsee und Oberland (VZO) bedient wird:
- 842 Bahnhof Uster – Riedikon – Mönchaltorf – Bahnhof Esslingen – Oetwil am See

- Daneben gibt es die Anlagestelle Aaspitz/Mönchaltorf am Greifensee, wo im Sommer Kursschiffe anlegen.

### Strassen
Wie eine Spinne sitzt Mönchaltorf in einem Netz von Strassenverbindungen: Von Süd nach Nord die Hauptstrasse 339 Esslingen- und Usterstrasse als Verbindung zu den zwei entsprechenden Nachbarorten, wobei die Esslingerstrasse auch Zubringer zum Anschluss 6 an der Forch-Autostrasse (A52) ist. Ebenso die die Nebenstrasse, die in südwestlicher Richtung nach Egg ZH ansteigt und dort den Anschluss 5 Egg an die Forchautobahn findet. Ihre Rückverlängerung nach Nordosten führt nach Sulzbach-Oberuster oder Heusberg-Aathal. Eine Ost-West-Transversale gewährleistet die Verbindung mit den Nachbarn Gossau ZH und Maur-Ebmatingen.

## Sehenswürdigkeiten
Die im Jahre 902 erstmals erwähnte Kirche erhielt ihre heutige Gestalt durch bauliche Veränderungen im 14. und 15. Jahrhundert. 1522 schuf Meister Ulrich Schmid die prachtvoll geschnitzte Holzdecke, die heute unter Denkmalschutz steht.
Der Mönchaltorfer Untervogt und Hauptmann Felix Keller (1664–1724) liess im Jahre 1709 den sogenannten Hauptmannshof bauen. Es gehört seit 1982 der Stiftung des Zürcher Heimatschutzes.
Die Naturstation Silberweide liegt in oberen Greifensee, in der Mitte des Greifensee-Naturschutzgebiets. Die Naturstation, seit August 2005 im Betrieb, bietet zahlreiche Aktivitäten im Bereich Umweltbildung.

## Kultur
In der Kirche finden verschiedene kulturelle Anlässe statt. Ein Treffpunkt ist der im Jahr 1990 eröffnete «Mönchhof», ein Dorfzentrum mit Gemeinschaftsräumen und Geschäften. Im Herbst findet alljährlich der Chilbi-Märt statt.

## Persönlichkeiten
- Johann Georg Schulthess (1724–1804), Geistlicher und Begründer des Berliner Montagsklub
- Leon Schlumpf (1925–2012), Bundesrat
- Rudolf Berger-Hanselmann (1926–2014), Maler
- Walter Matthias Diggelmann (1927–1979), Schriftsteller
- Walter Andreas Fuchs (1929–1995), Radiologe und Hochschullehrer
- Eveline Widmer-Schlumpf (* 1956), Bundesrätin
- Dominik Schlumpf (* 1991), Eishockeyspieler

## Bilder

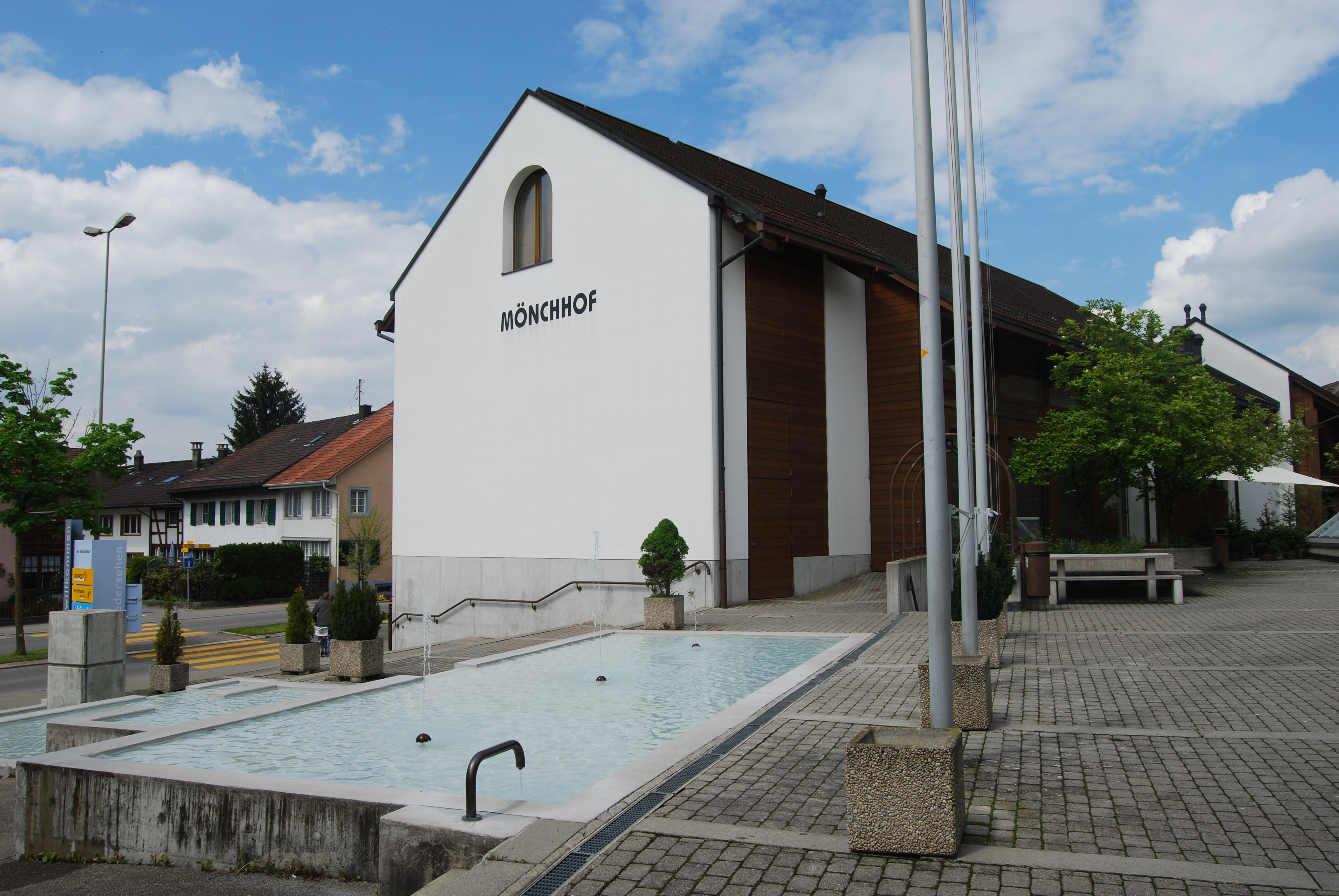
Dorfbrunnen vor dem Mönchhof
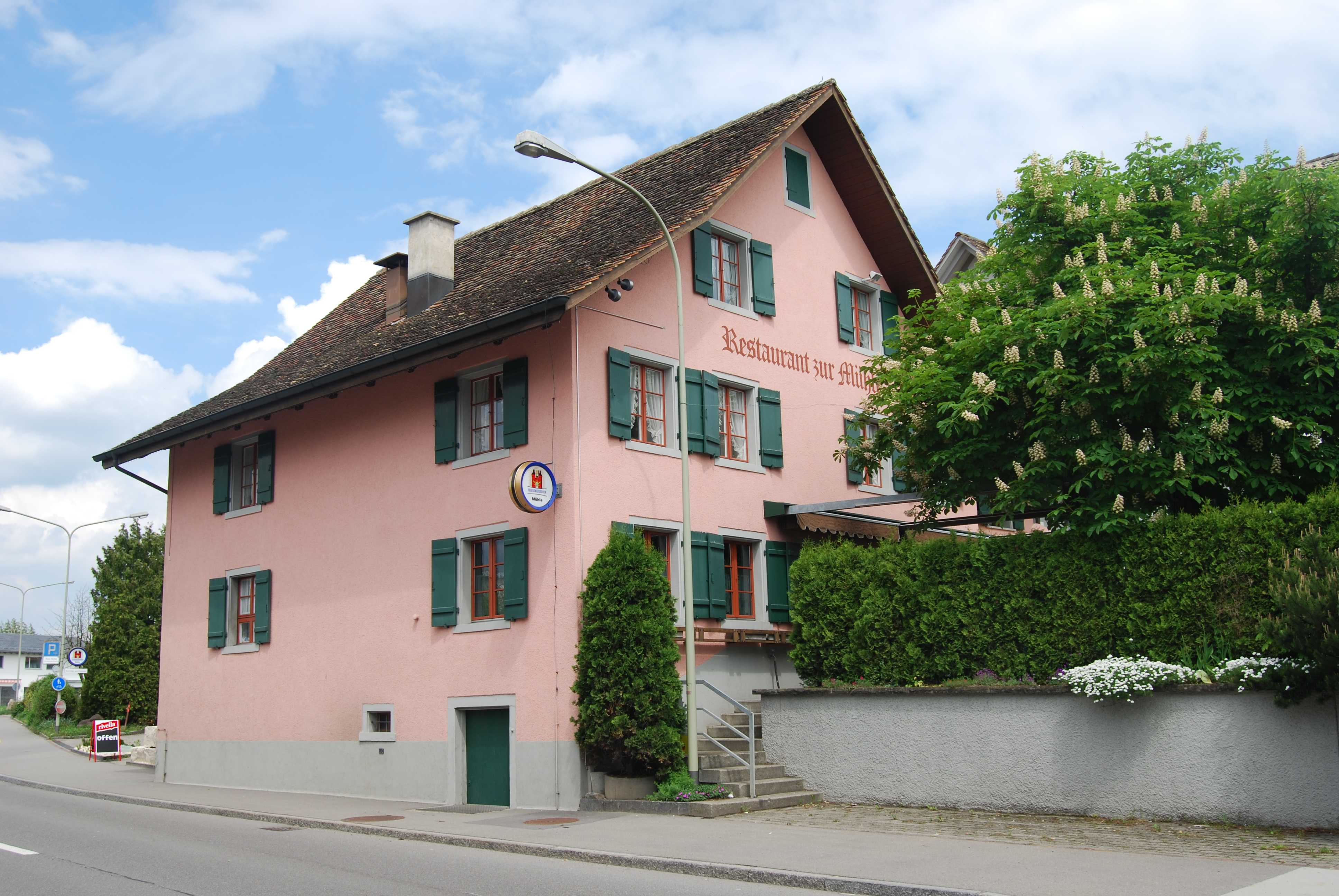
Restaurant Mühle
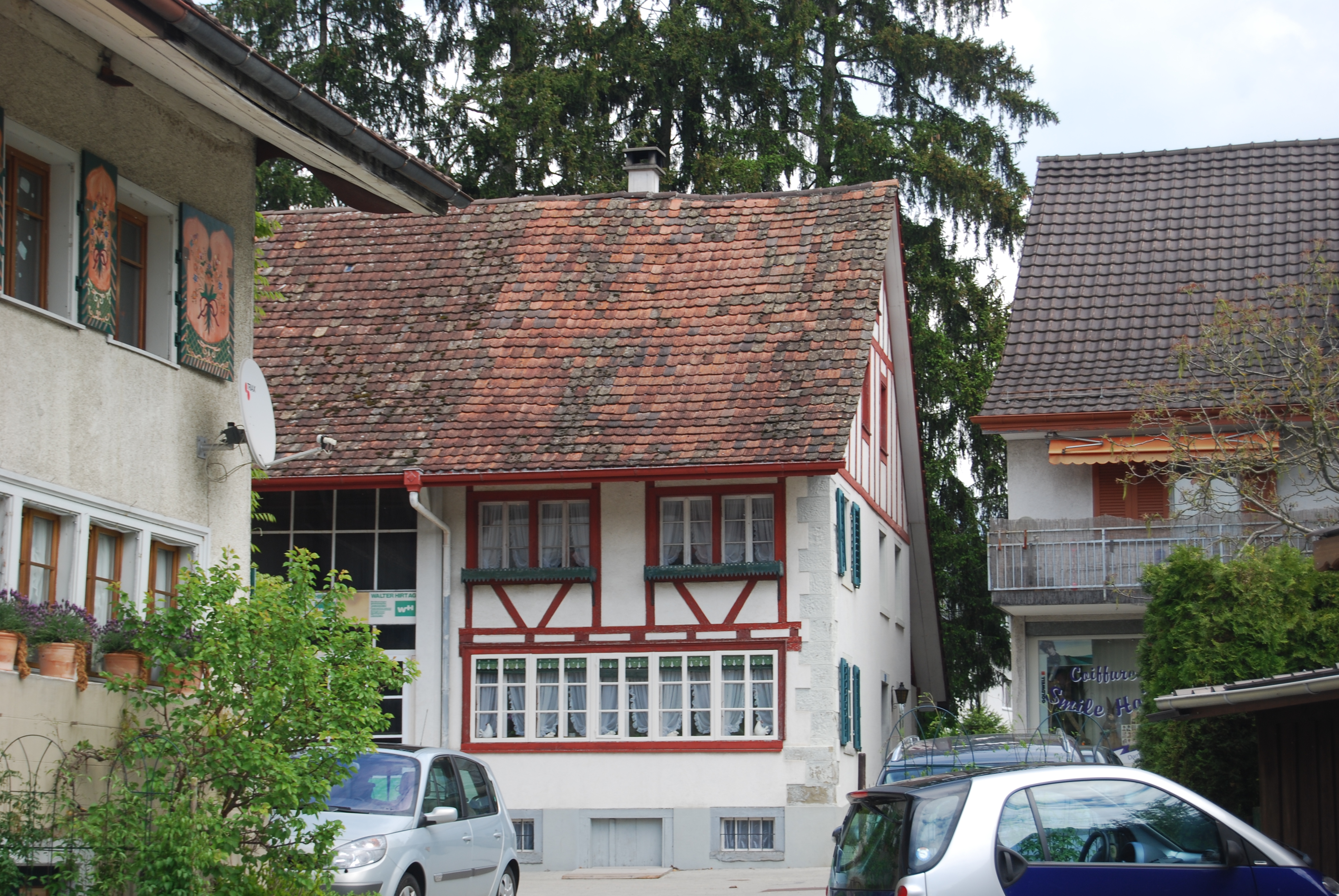
Fachwerkhaus im Dorfzentrum
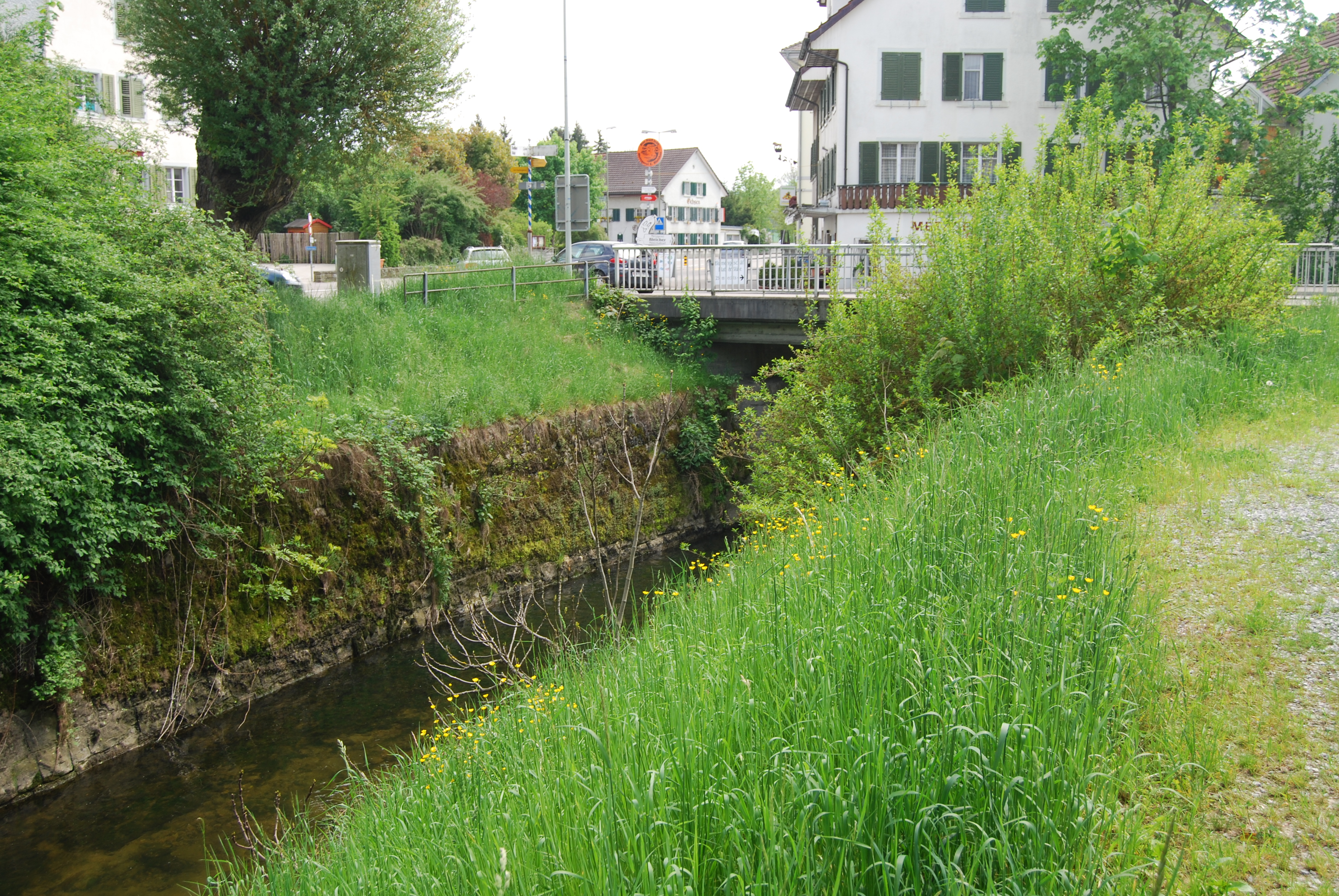
Mönchaltorfer Aa im Zentrum des Dorfes